# Сосновый (Карелия)
Сосно́вый — посёлок в составе Кестеньгского сельского поселения Лоухского района Республики Карелия.

## География
Расположен на берегу озера Елового, входящего в крупную озёрную систему Керети.

### Уличная сеть
- ул. 34 км
- Восточная ул.
- Дорожная ул.
- Еловая ул.
- ул. К. М. Кольцова
- Комсомольская ул.
- Лесная ул.
- Набережная ул.
- ул. П. А. Пальковского
- Первомайская ул.
- Северная ул.
- Советская ул.
- Школьная ул.

## История
В 1972 году в Сосновый переехало население соседней упразднённой деревни Большое Северное Озеро.

## Население
| 2002 | 2009 | 2010 | 2013 |
| ---- | ---- | ---- | ---- |
| 902  | ↘701 | ↘551 | ↘490 |

## Экономика
- лесхоз
- торговые предприятия
- предприятия ЖКХ

В 12 км к юго-западу от посёлка расположено месторождение кианитовых руд. Общие запасы руды составляют около 25 млн тонн.

## Культура и образование
- Сосновская средняя школа (закрыта с 2024 г.[источник не указан 149 дней]).
- Мемориально-краеведческий музей

## Памятники истории
- Памятник истории[6] мемориальный комплекс Воинское кладбище — самое крупное на территории Республики Карелия захоронение 6276 воинов Карельского фронта[7], погибших в годы Советско-финской войны (1941—1944). Там похоронен чувашский советский писатель К. М. Кольцов (1916—1943).
- Могила Героя Советского Союза М. Е. Родионова (1915—1941).

## Транспорт
Расположен на 32-37 км трассы 86К-127 Лоухи — Суоперя. Железнодорожная станция Еловая на 32 км линии Лоухи — Пяозеро.